# サンディ・ピーターセン
カール・サンフォード・ジョスリン・「サンディ」・ピーターセン （Carl Sanford Joslyn "Sandy" Petersen、1955年9月16日～）は、アメリカのゲームデザイナー。 

## バイオグラフィー
ピーターセンはミズーリ州セントルイスで生まれ、 カリフォルニア大学バークレー校で動物学を専攻した。 
彼はハワード・フィリップス・ラヴクラフトの著名なファンであり、彼がラヴクラフトの作品に初めて出会ったのは父親の書斎で見つけた第二次世界大戦の兵隊文庫版『The Dunwich Horror and other Weird Tales』であった。1974年、『ダンジョンズ&ドラゴンズ』によって彼はロールプレイングゲームに興味を示すようになった。彼はケイオシアムで常勤のスタッフになった。彼のロールプレイングゲームとラヴクラフトへの関心は、1981年に発売されたケイオシアムのゲーム『クトゥルフの呼び声』の主要作家となった際に融合し、その後多くのシナリオと背景作品を執筆している。ケイオシアム在籍時に『ルーンクエスト』の第三版を共同執筆しており、その中で高い評価を得た『Trollpak』をはじめ、多くのグローランサのサプリメントも手掛けている。   
彼はアバロンヒルとゲームズワークショップ用にいくつかの評判の高いルーンクエストのサプリメントを執筆している。ピーターセンはWest End Gamesのロールプレイングゲーム『Ghostbusters』の共同デザイナーを務めた。彼は今でもロールプレイングゲームをプレイしたり実施したりしているほか、コンベンションには頻繁にゲストとして参加しており、そこでは通常自分で考案したフリーフォームゲームを実施したり、他人のゲーム実施を手伝ったりしている。 
彼はマイクロプローズでしばらく働いており、『Sid Meier's Pirates!』と『Sword of Samurai』などの作品で評価されている。1989年から1992年まで、彼はゲームの『Darklands』『Hyperspeed』『Lightspeed』にも取り組んだ。彼はまた、『シヴィライゼーション』にいくつかの貢献を行った。 
ピーターセンは主にファーストパーソン・シューティングゲームの『Wolfenstein 3D』に関心があり、『Doom』が発売される約10週間前の1993年12月にid Softwareに入社し、19のステージを作成した（そのうちの8ステージはトム・ホールの初期のドラフトにある程度基づいていた）。その後、Doom IIでは17ステージ、『Quake』では7ステージを作成した。彼のラブクラフト好きの影響も、これらのゲームのモンスターデザインにいくつかの変更が加えられている。 
彼は1997年6月にid Softwareを辞めてアンサンブルスタジオに移籍した。そこで、彼はゲームデザイナーとして、『ライズ オブ ローマ』『エイジ オブ エンパイアII』『覇者たちの光陰』など、『エイジ オブ エンパイア』作品のいくつかに携わった。この間、彼はユーザー名「ES_Sandyman」でHeavenGamesフォーラムに頻繁に投稿していた。彼は非常に人気のある一連のスレッド「Ask Sandyman」を運用しており、フォーラムのメンバーは何でも質問することができた。 
ピーターセンは、 シカゴとワルシャワの国際映画祭で賞にノミネートされた2011年の映画『闇に囁くもの』 のエグゼクティブ・プロデューサーであった。同作はHP Lovecraft Historical Society Motion Picturesが1930年代の白黒ホラー映画のスタイルで制作した。 
彼は現在 、ホラー雑誌『Arcane: Penny Dreadfuls for the 21st Century』の発行者を務めている。 
ピーターセンはアンサンブルスタジオが閉鎖された後、2009年にSMU Guildhallで教授職に就き、ゲームデザインに関する複数のコースを教えた。 
ピーターセンはGuildhallを辞めた後、「Barking Lizards Technologies」でクリエイティブディレクターとして勤務し、同社がiOS向けに配信した『Osiris Legends』を手掛けた。 
2013年半ば、ピーターセンは彼の会社であるGreen Eye Gamesがボードゲーム『Cthulhu wars』を制作するためのKickstarterキャンペーンを主導し、大成功を収めた。キャンペーンでは当初の目標の3500%以上となる140万米ドル以上の資金を調達した。この成功により、より多くのフィギュア（60体）、マップ拡張、および追加シナリオオプションの作成が可能になった。すべてではないにしても、過去のクトゥルフのゲームの殆どは、「差し迫った大惨事を回避しようと努力するものである。しかし、Chtulhu warsでは君こそが大惨事なのだ！旧支配者達は地球の廃墟を奪いに戻ってきた、そして君はその一人だ！」。Green Eye Gamesは、失敗に終わったKickstarterの『Cthulhu World Combat』（iOS、Android、Windows、PSN、Xbox Live）も制作している。 
2015年6月、ピーターセンとグレッグ・スタフォードがケイオシアムに復帰したことが発表された。

## 私生活
ピーターセンは末日聖徒イエス・キリスト教会（モルモン教）の実践的な信者であるが、彼の信仰と悪魔的な要素を含むゲームのデザインとの間に矛盾はないとみている。Doomの制作中に、彼はジョン・ロメロに対し「ゲームの悪魔は私にとって問題ではないよ。彼らはただの漫画だ。そしてとにかく、彼らは悪者だ」と語っている。 
サンディは結婚していて、5人の子供と9人の孫がいる。 

## クレジット

### コンピュータゲーム
- Sid Meier's Pirates! （1989）
- シヴィライゼーション （1991）
- Lightspeed （1990）
- Hyperspeed （1991）
- Darklands  （1992）
- DOOM （1993）
- Doom II: Hell on Earth （1994）
- The Ultimate DOOM（1995）
- Quake（1996）
- Hexen: Beyond Heretic （1996）
- Final DOOM （1997）
- エイジ オブ エンパイア （1997）
- エイジ オブ エンパイア: ライズ オブ ローマ（1998）
- エイジ オブ エンパイアII（1999）
- エイジ オブ エンパイアII：覇者たちの光陰 （2000）
- エイジ オブ エンパイアIII （2005）
- エイジ オブ エンパイアIII : ザ ウォーチーフ（2006）
- Halo Wars （2009）
- Osiris Legends（2011）

### ロールプレイングゲーム
- 『クトゥルフの呼び声』（1981）

### ボードゲーム
- Cthulhu Wars (2015)
- Theomachy (2016)
- Orcs Must Die! (2016)
- Castle Dicenstein (2017)
- Evil High Priest (2018)
- The Gods War (2018)
- Hyperspace (2019)

### 映画
- 『闇に囁くもの』 （2011）